# National Provincial Championship Division 3 2000
La National Provincial Championship Division 3 2000 fue la decimosexta edición de la tercera división del principal torneo de rugby de Nueva Zelanda.

## Sistema de disputa
Los equipos enfrentan a los equipos restantes de su zona en una sola ronda.
Los primeros cuatro puestos clasifican a semifinales para posteriormente disputar la final entre los dos ganadores de las semifinales, el ganador de la final se corona campeón.

## Clasificación
Tabla de posiciones
| Pos. | Equipo            | Encuentros | Encuentros | Encuentros | Encuentros | Tantos | Tantos | Tantos | PB | PB | Puntos |
| Pos. | Equipo            | PJ         | PG         | PE         | PP         | F      | C      | Dif    | BO | BD | Puntos |
| ---- | ----------------- | ---------- | ---------- | ---------- | ---------- | ------ | ------ | ------ | -- | -- | ------ |
| 1.º  | North Otago       | 8          | 6          | 1          | 1          | 250    | 125    | +125   | 3  | 1  | 30     |
| 2.º  | East Coast        | 8          | 6          | 1          | 1          | 222    | 169    | +53    | 3  | 1  | 30     |
| 3.º  | Wairarapa Bush    | 8          | 6          | 0          | 2          | 210    | 116    | +94    | 2  | 1  | 27     |
| 4.º  | Poverty Bay       | 8          | 5          | 0          | 3          | 257    | 152    | +105   | 5  | 2  | 27     |
| 5.º  | South Canterbury  | 8          | 3          | 0          | 5          | 133    | 133    | 0      | 1  | 4  | 17     |
| 6.º  | Horowhenua-Kapiti | 8          | 1          | 1          | 6          | 129    | 203    | -74    | 1  | 3  | 13     |
| 7.º  | Buller            | 8          | 2          | 1          | 5          | 127    | 228    | -99    | 1  | 1  | 8      |
| 8.º  | West Coast        | 8          | 1          | 0          | 7          | 120    | 304    | -184   | 0  | 1  | 5      |

|  | Semifinalistas. |

### Semifinales
| 14 de octubre | Wairarapa Bush | 17 - 18 | East Coast |  |  |

| 14 de octubre | North Otago | 53 - 32 | Poverty Bay |  |  |

### Final
| 21 de octubre | North Otago | 21 - 25 | East Coast |  |  |

| Bandera de Nueva Zelanda |
| Campeón East Coast       |
| Segundo título           |